# Scolopia maoulidae
Scolopia maoulidae är en videväxtart som beskrevs av S. Hul, J.-n. Labat och O. Pascal. Scolopia maoulidae ingår i släktet Scolopia och familjen videväxter. Inga underarter finns listade i Catalogue of Life.